# Trichodura friburguensis
Trichodura friburguensis är en tvåvingeart som beskrevs av Guimaraes 1972. Trichodura friburguensis ingår i släktet Trichodura och familjen parasitflugor. Inga underarter finns listade i Catalogue of Life.